# 贝内迪克图斯·胡贝图斯·丹瑟
贝内迪克图斯·胡贝图斯·丹瑟（Benedictus Hubertus Danser，1891年5月24日—1943年10月18日）常简称为B·H·丹瑟，是荷兰分类学家和植物学家。丹瑟专业从事于桑寄生科（Loranthaceae）、猪笼草科（Nepenthaceae）和蓼科（Polygonaceae）植物的研究。
1928年，丹瑟发表了一篇关于猪笼草属植物的详尽修订，名为《荷属东印度群岛的猪笼草科植物》（The Nepenthaceae of the Netherlands Indies），其中共确认了65个物种。当代已发现了约130个猪笼草属物种，但丹瑟的著作仍时常被该领域的学者引用。
1943年10月18日，丹瑟于格罗宁根去世。豆科下的一个属“Dansera”和丹瑟猪笼草（Nepenthes danseri）即是以他的名字命名的。